# Maximilian Schmidt (Schriftsteller)

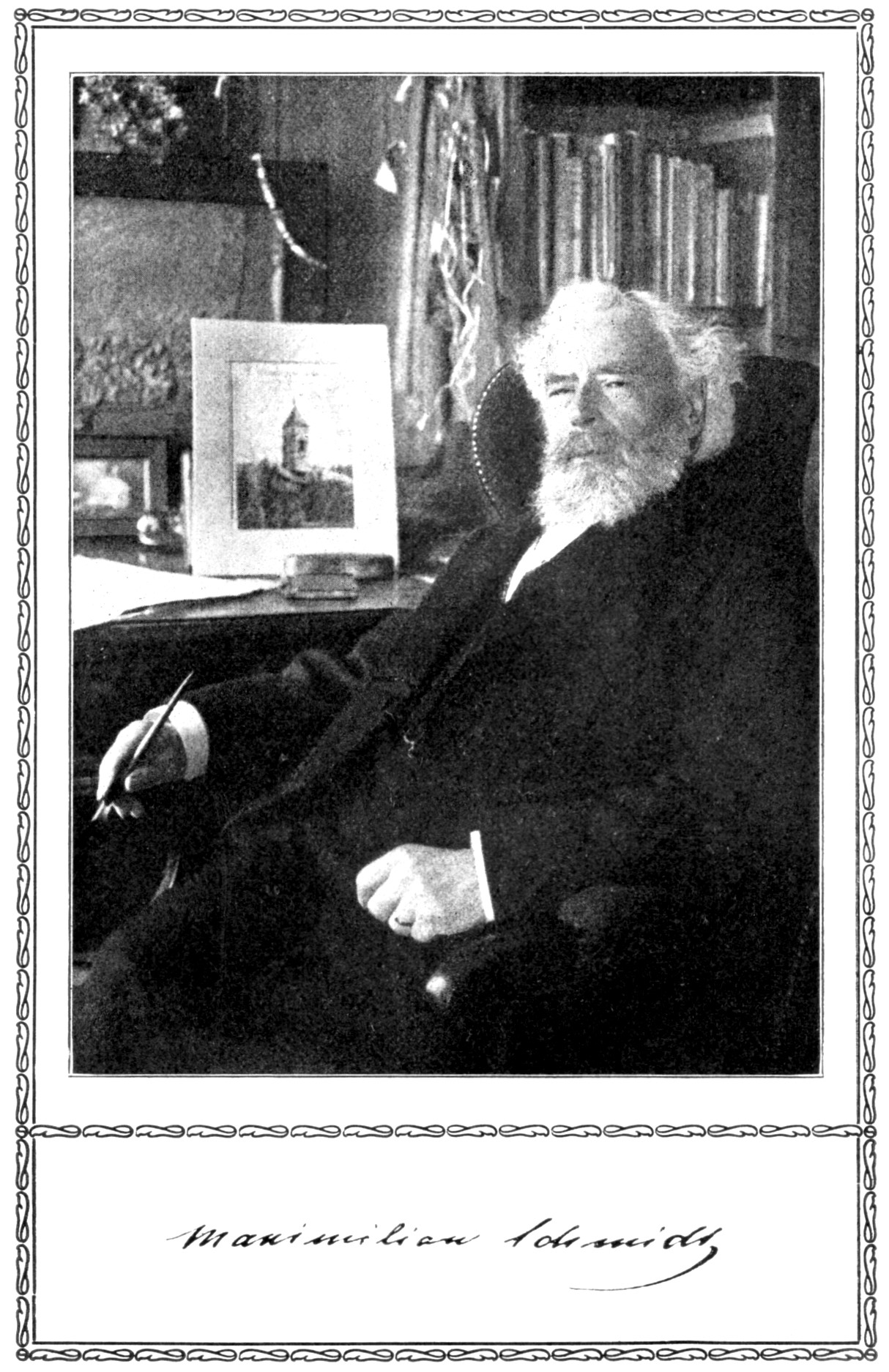
Der „Waldschmidt“ ca. 1912

Maximilian Schmidt als Leutnant

Grab von Maximilian Schmidt auf dem Alten Südlichen Friedhof in München

Maximilian Joseph Mathias Schmidt genannt Waldschmidt (* 25. Februar 1832 in Eschlkam (Künisches Gebirge) in der Oberpfalz; † 8. Dezember 1919 in München) war ein bayerischer Heimatschriftsteller.

## Leben
Maximilian war der Sohn des Oberzollverwalters Adalbert Schmidt und seiner Frau Karoline, geborene Karg. Schon als Kind erfand er Geschichten für seine beiden Geschwister und inszenierte mit der Dorfjugend Theateraufführungen. Nach dem Besuch der Klosterschulen in Metten und Straubing und des Gymnasiums in Passau absolvierte Schmidt die Gewerbeschule in Hof an der Saale, wohin sein Vater als Beamter versetzt worden war. Mit 16 Jahren begann Maximilian ein Studium am Polytechnikum in München, meldete sich 1850 als Freiwilliger zum Militärdienst und war 1859 Inspektionsoffizier am Königlichen Kadettencorps in München. Nach dem Feldzug 1866 im Deutschen Krieg wurde er zum Hauptmann befördert, ein Jahr später krankheitshalber pensioniert und beendete 1874 den Militärdienst. Seit 1863 war Maximilian Schmidt mit der wohlhabenden Auguste Haßlacher verheiratet. Fünf Kinder kamen zur Welt, von welchen zwei das erste Lebensjahr nicht überlebten.
Bereits während seiner Militärzeit begann Schmidt zu schreiben. Die ersten Erzählungen und Romane beschäftigten sich mit Personen aus dem Bayerischen Wald, deren Leben er einfühlsam und verständnisvoll beschrieb. An seinem 31. Geburtstag überreichte er bei einer persönlichen Audienz dem bayerischen König Maximilian II. seine ersten Veröffentlichungen. Nach seiner Pensionierung im Jahre 1874 schrieb er Geschichten aus dem oberbayerischen Raum, deren Erstveröffentlichungen als Fortsetzungsromane meist in Zeitungen und überregionalen Zeitschriften erschienen, kehrte thematisch zum Böhmer- und Bayernwald, ins Chodenland  und Künische Gebirge zurück; ein Teil seiner Volksstücke spielte im bayerischen Hochgebirge. 1869 gründete er mit Geldmitteln seiner Frau eine Holzzeugfabrik in Regenstein, heute ein Ortsteil von Bad Kötzting in der Oberpfalz, die wenige Jahre später in Konkurs ging, da die erhoffte Bahnverbindung zum Werk nicht verwirklicht wurde.
Der bayerische König Ludwig II. ernannte Maximilian Schmidt 1884 zum königlich bayerischen Hofrat und soll ihn zu einem seiner Hauptwerke „Die Fischerrosl von St. Heinrich“ angeregt haben. Anlässlich des 60. Geburtstages erhielt er von Furth im Wald, Eschlkam und Lam die Würde eines Ehrenbürgers. Prinzregent Luitpold als begeisterter Leser von Schmidts Veröffentlichungen wollte ihn in den Adelsstand erheben, dies soll Schmidt abgelehnt haben. Stattdessen durfte er ab 1898 den Namenszusatz genannt Waldschmidt führen. Dieser Beiname wurde erblich und ist bis heute bei seinen Nachkommen in Gebrauch.

## Grabstätte
Die Grabstätte von Maximilian Schmidt befindet sich auf dem Alten Südlichen Friedhof in München (Gräberfeld 3 – Reihe 1 – Platz 45) Standort.

## Wirken
Im Jahre 1890 gründete Maximilian Schmidt zur Förderung des bis dahin unbedeutenden Tourismus in Bayern den Bayerischen Fremdenverkehrsverband und organisierte 1895 ein großes Volkstrachtenfest anlässlich des Münchener Oktoberfestes, aus welchem sich der jährliche Trachten- und Schützenzug zum Oktoberfest entwickelte. Wegen seines Interesses an Volkstrachten wurde er auch „Kostüm-Schmidt“ genannt. In seinen Veröffentlichungen wurden sorgfältige Beschreibungen der Volkstrachten in Bayern und im benachbarten Chodenland in Westböhmen überliefert.

## Andenken
Im Alter von 87 Jahren starb Hofrat Maximilian Schmidt genannt Waldschmidt, vielfach ausgezeichnet, fast erblindet 1919 in München, wo eine Gedenktafel am Haus Thierschstraße 47 an ihn erinnert. Sein Grabstein auf dem Alten Südfriedhof in München hat sich bis heute erhalten. Auf dem Großen Riedelstein am Kaitersberg im Bayerischen Wald wurde ihm zu Ehren ein Denkmal errichtet, dessen Reliefplatte der Münchener Bildhauer und Erzgießer Hans Klement geschaffen hat. Der 1984 in seinem Geburtsort Eschlkam gegründete Waldschmidt-Verein e. V. zeichnet seither alljährlich Personen, welche sich literarisch, musikalisch oder anderweitig künstlerisch durch Heimatverbundenheit verdient gemacht haben, mit dem Waldschmidt-Preis aus. Die Berghütte auf dem Großen Rachel wird ihm zu Ehren Waldschmidthaus genannt.

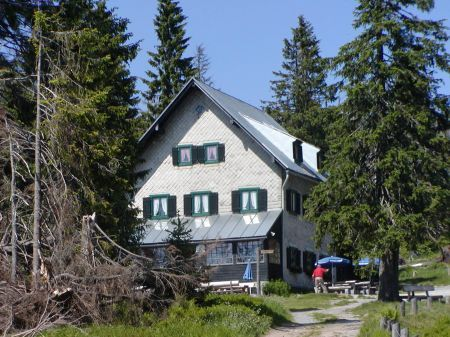
Das Waldschmidthaus am Rachel
Waldschmidtdenkmal in Furth im Wald
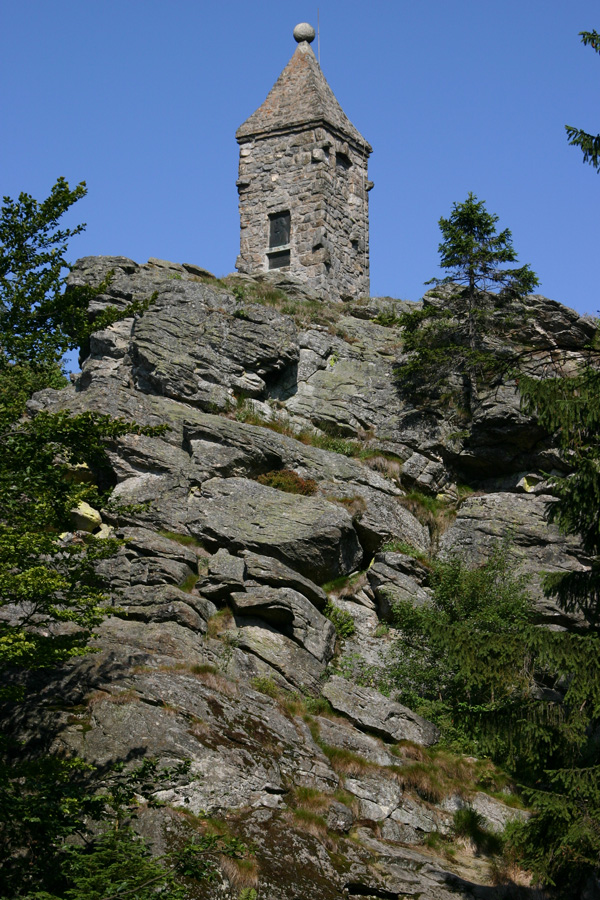
Waldschmidtdenkmal am Großen Riedelstein
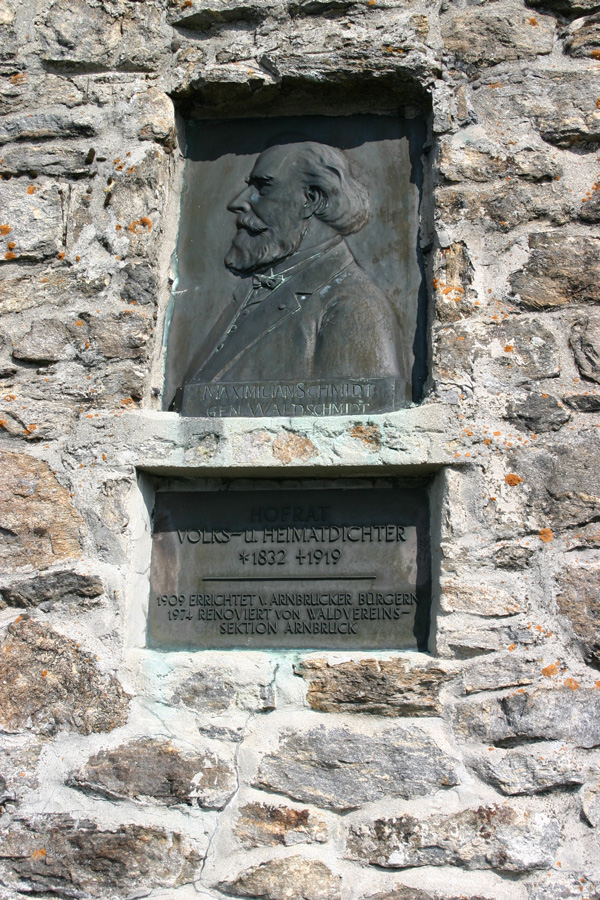
Gedenktafel am Waldschmidtdenkmal am Großen Riedelstein
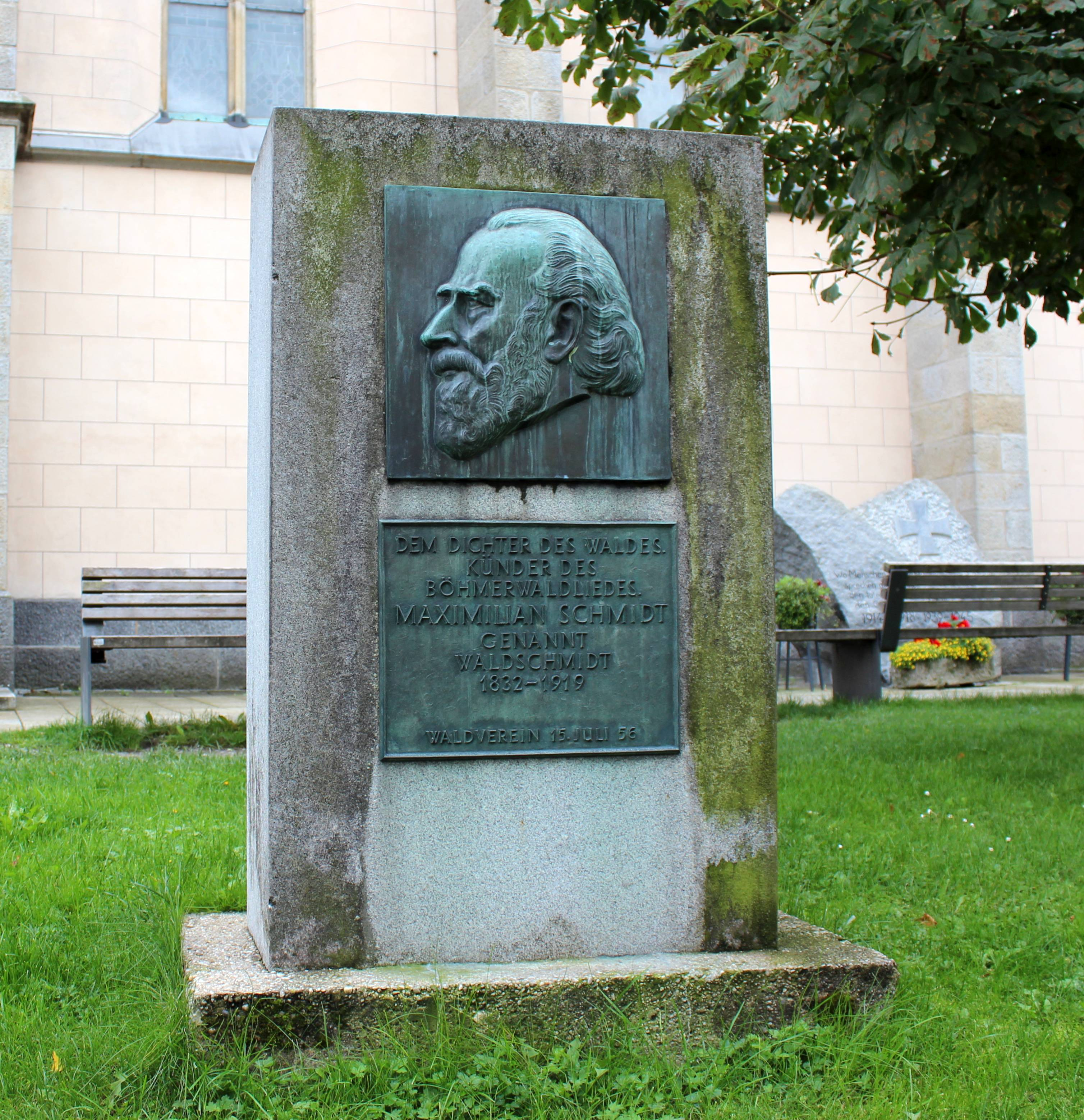
Waldschmidtdenkmal in Freyung

## Werke

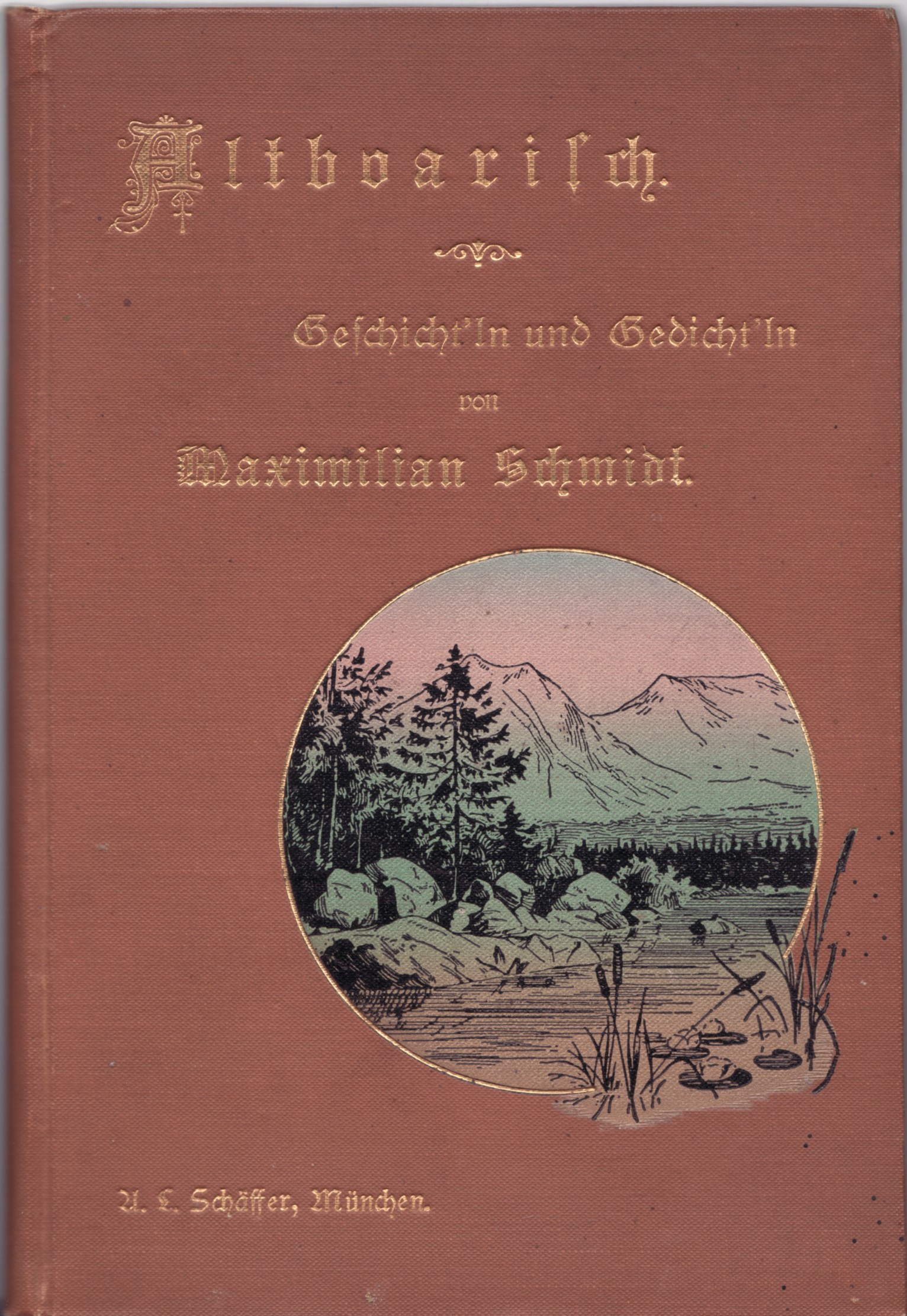
4. Auflage 1894

Maximilian Schmidt – ein „Bestseller-Autor“ des 19. Jahrhunderts – schrieb rund 60 größere „Volks-Erzählungen“, 40 Humoresken und Skizzen, 40 dramatische Theaterstücke, die bayernweit aufgeführt wurden, sowie zahlreiche Gelegenheitsgedichte. Einige der ersten Bücher veröffentlichte er auf eigene Kosten. Viele der folgenden Werke druckten aufmerksam gewordene Verlage in Zeitschriften ab. In den 1890er Jahren begann der Verlag Enßlin & Laiblin aus Reutlingen mit der Herausgabe einer Gesamtausgabe, insgesamt 32 Bände, die 1927 vom Waldschmidt-Verlag Josef Habbel aus Regensburg erneut aufgelegt wurde. Einige seiner Werke wurden als Stummfilme verfilmt. Eine Auswahl der bekanntesten Werke:
- Das Fräulein von Lichtenegg (1863) (Digitalisat, Neuauflage 2022 ISBN 978-3-7437-4391-5)
- Die Christkindlsingerin (1863) (Digitalisat, Neuauflage 2022: ISBN 978-3-7437-4380-9)
- Glasmacherleut' (1869) (Digitalisat, Neuauflage 2023 ISBN 978-3-7437-4654-1)
- Die Johannisnacht (1880) (Digitalisat)
- Der Schutzgeist von Oberammergau (1880) (Digitalisat)
- Der Leonhardsritt (1882) (Digitalisat)
- Die Miesenbacher (1882) (Digitalisat)
- Die Knappenlisl vom Rauschenberg (1883) (Digitalisat)
- Der Georgi-Taler (1883) (Digitalisat)
- Altboarisch. Geschicht'ln und Gedicht'ln (1884) (Digitalisat)
- Die Schwanjungfrau, Erzählungen aus dem Berchtesgadner Landl (1885) (Digitalisat)
- Die Pfingstelbraut (1885) (Online-Version, PDF)
- Die Fischerrosl von St. Heinrich (1885)
- Der Musikant von Tegernsee (1886)
- s'Liserl vom Ammersee (1887) Digitalisat
- Hancicka, das Chodenmädchen – ein Kulturbild aus dem böhmisch-bayerischen Waldgebirge (1893) (Digitalisat)
- Am goldenen Steig (1894) (Digitalisat)
- Christ und Jude: Ein Lebensbild (1895) (Digitalisat)
- Der Prälatenschatz oder der Student von Metten (1895) (Digitalisat)
- Die Künischen Freibauern (1895). Neuauflage 2021 ISBN 978-3-7437-4018-1
- Die Hopfenbrockerin (1899/1900). Neuauflage 2022 ISBN 978-3-7437-4422-6
- Meine Wanderung durch 70 Jahre I und II (Autobiographie 1901/02, Bd. 1 online – Internet Archive, Bd. 2 online – Internet Archive). Neuauflage 2023 ISBN 978-3-7437-3979-6